# Stellaria pinvalliaca
Stellaria pinvalliaca är en nejlikväxtart som beskrevs av Chandra Sek. och S.K.Srivast. Stellaria pinvalliaca ingår i släktet stjärnblommor, och familjen nejlikväxter. Inga underarter finns listade i Catalogue of Life.